# 寺田武史
寺田 武史（てらだ たけし、1980年3月21日 - ）は、茨城県出身の元サッカー選手、サッカー指導者。現役時代のポジションはDF(左サイドバック)。

## 来歴
鹿島アントラーズの下部組織、阪南大学を経て、2002年より当時Jリーグ入りを目指して組織が一新されたザスパ草津へ加入。2009年シーズンまで、チーム創設期から残る唯一の生え抜き選手としてプレーした。
長い間、背番号が18番であったが、2006年には11番に、2007年には2番に変更になった。
2009年シーズン終了後、ザスパ草津を戦力外となり現役引退。2010年より、本人も所属していた鹿島アントラーズユースのコーチとなった。翌2011年に同クラブのジュニアユースコーチに転籍。翌2012年に鹿島アントラーズを退団し、会社員となった。
2017年に公益社団法人日本スポーツ協会などが主催する東日本大震災復興支援事業「スポーツこころのプロジェクト」の企画「スポーツ笑顔の教室」の講師「夢先生」に選ばれ、被災地を中心に小・中学生に向けのサッカー教室を兼ねた講演を行なった。

## プレースタイル
2006年の登録はFWだったが、実際は左のサイドバック・ウイングバックとしてプレーする。豊富な運動量でザスパの左サイドを支えるがクロス精度に課題を残す。2007年からはDF登録に変更となった。

## 所属クラブ
- 1992年 - 1994年 鹿島アントラーズジュニアユース
- 1995年 - 1997年 鹿島アントラーズユース(茨城県立潮来高等学校)
- 1998年 - 2001年 阪南大学
- 2002年 - 2009年 ザスパ草津

## 個人成績
| 国内大会個人成績 | 国内大会個人成績 | 国内大会個人成績 | 国内大会個人成績 | 国内大会個人成績 | 国内大会個人成績 | 国内大会個人成績 | 国内大会個人成績 | 国内大会個人成績 | 国内大会個人成績 | 国内大会個人成績 | 国内大会個人成績 |
| 年度             | クラブ           | 背番号           | リーグ           | リーグ戦         | リーグ戦         | リーグ杯         | リーグ杯         | オープン杯       | オープン杯       | 期間通算         | 期間通算         |
| 年度             | クラブ           | 背番号           | リーグ           | 出場             | 得点             | 出場             | 得点             | 出場             | 得点             | 出場             | 得点             |
| 日本             | 日本             | 日本             | 日本             | リーグ戦         | リーグ戦         | リーグ杯         | リーグ杯         | 天皇杯           | 天皇杯           | 期間通算         | 期間通算         |
| ---------------- | ---------------- | ---------------- | ---------------- | ---------------- | ---------------- | ---------------- | ---------------- | ---------------- | ---------------- | ---------------- | ---------------- |
| 2002             | 草津             |                  | 群馬県1部        | 13               | 1                | -                | -                | -                | -                | 13               | 1                |
| 2003             | 草津             |                  | 関東2部          | 14               | 1                | -                | -                | 1                | 0                | 15               | 1                |
| 2004             | 草津             | 18               | JFL              | 29               | 2                | -                | -                | 5                | 0                | 34               | 2                |
| 2005             | 草津             | 18               | J2               | 24               | 1                | -                | -                | 0                | 0                | 24               | 1                |
| 2006             | 草津             | 11               | J2               | 26               | 0                | -                | -                | 1                | 0                | 27               | 0                |
| 2007             | 草津             | 2                | J2               | 30               | 1                | -                | -                | 2                | 0                | 32               | 1                |
| 2008             | 草津             | 2                | J2               | 37               | 1                | -                | -                | 1                | 0                | 38               | 1                |
| 2009             | 草津             | 2                | J2               | 26               | 0                | -                | -                | 1                | 0                | 27               | 0                |
| 通算             | 日本             | 日本             | J2               | 143              | 3                | -                | -                | 5                | 0                | 148              | 3                |
| 通算             | 日本             | 日本             | JFL              | 29               | 2                | -                | -                | 5                | 0                | 34               | 2                |
| 通算             | 日本             | 日本             | 関東2部          | 14               | 1                | -                | -                | 1                | 0                | 15               | 1                |
| 通算             | 日本             | 日本             | 群馬県1部        | 13               | 1                | -                | -                | -                | -                | 13               | 1                |
| 総通算           | 総通算           | 総通算           | 総通算           | 199              | 7                | -                | -                | 11               | 0                | 210              | 7                |

- Jリーグ初出場 2005年3月5日 J2 第1節 vsモンテディオ山形 (群馬県立敷島公園サッカー・ラグビー場)
- Jリーグ初得点 2005年7月9日 J2 第20節 vsモンテディオ山形 (山形県総合運動公園陸上競技場)

## 指導歴
- 2010年 鹿島アントラーズユース コーチ
- 2011年 鹿島アントラーズジュニアユース コーチ